# Magnolia sambuensis
Espèce
Statut de conservation UICN

 NT  : Quasi menacé
Magnolia sambuensis est une espèce de plantes à fleurs de la famille des Magnoliacées. C'est un arbre d'origine américaine.

## Répartition et habitat
Cette espèce est présente en Colombie et au Panama.